# Regina Lamm
Regina Lamm (Buenos Aires, Argentina; años 40), es una actriz argentina de ascendencia germano-noruega.
Su padre era un inmigrante berlinés que había escapado de la Alemania nazi durante la Segunda Guerra Mundial, y su madre era una inmigrante noruega.
Regina Lamm se recibió de traductora pública de la provincia de Buenos Aires, y trabajó como intérprete (traductor oral) de idiomas (inglés, francés y alemán).
Cuando su padre alemán era joven, en Berlín, había estudiado teatro y medicina, aunque finalmente optó por la profesión de médico.
Entonces cuando Regina Lamm vio que sus hijos crecieron sintió que tenía una deuda pendiente con el arte, y se integró a la actividad teatral.
Trabajó sobre la historia de sus padres en Eli y Max (que cuenta la historia de dos inmigrantes, él alemán y ella noruega, en Buenos Aires). En esa obra fue convocada para cantar tangos antiguos y terminó hablando de sus padres con fondo musical.

Sin duda fue una manera de reivindicar lo propio. Con estas cuestiones sucede algo muy particular y es que se da la posibilidad de que los espectadores se identifiquen de inmediato con los personajes. Estamos atravesando un momento muy especial, hay una reivindicación de ciertos momentos de la gente madura. No estamos hablando de jovencitos. Hay un cambio de temáticas y está muy bien. Uno puede conectarse con ciertas problemáticas y de una manera muy amorosa. Hoy existe una mirada profunda de la sociedad sobre ciertas cuestiones y una gran aceptación. Todo se habla de manera clara. La sociedad ya no es tan negadora.
Regina Lamm

Ha investigado y trabajado con profesores de piano y canto el cabaret alemán de los años 1920 en la República de Weimar. En 2001 recreó a Marlene Dietrich en la obra de teatro Marlene, de Pam Gems, con la dirección de Kado Kostzer (1946-).

## Estudios realizados[1]
- 1977-1981: Taller de arte dramático con Hedy Crilla y Julio Ordano.
- 1982: Taller de actuación con Cristina Moreira.
- 1983-1988: Seminarios de teatro con Augusto Fernández y Lito Cruz.
- 1991: Seminario de actuación con Eric Morris (en Nueva York).
- 1993: Seminario de teatro con Augusto Fernández.
- 1996: Seminario de dirección con Augusto Fernández.

Habla fluidamente inglés y francés, y ha actuado en alemán y noruego.
Sabe tocar el piano.

## Trabajos realizados

### Cine[4]
- 1984: Asesinato en el Senado de la Nación, dirigida por Juan José Jusid.
- 1984: El ultimísimo tango, dirigida por Jutta Brückner (Alemania, 1941), filmada en Buenos Aires; con Rosario Bléfari y Margarita Muñoz.
- 1986: Miss Mary, dirigida por María Luisa Bemberg.
- 1987: Obsesión de venganza, como la periodista.
- 1988: Color escondido, como la madre; dirigida por Raúl de la Torre.
- 1989: Cuatro caras para Victoria, dirigida por Oscar Barney Finn, con China Zorrilla, Nacha Guevara y Selva Alemán.
- 1995: Caballos salvajes, como Margarita Lamadrid, la madre de Pedro.
- 1996: Eva Perón, como Guillermina Bunge; dirigida por Juan Carlos Desanzo; con Esther Goris y Víctor Laplace.
- 2004: Ay, Juancito, como la empresaria yanqui; dirigida por Héctor Olivera, con Adrián Navarro, Inés Estévez, Laura Novoa y Jorge Marrale.
- 2007: El pasado, como médica; dirigida por Héctor Babenco, con Gael García Bernal.
- 2010: Mala sangre (cortometraje), como mujer paqueta.
- 2010: El mural, como Bebé Sansinena; dirigida por Héctor Olivera.
- 2010: La ocasión (cortometraje).
- 2013: Corazón de león; dirigida por Marcos Carnevale.
- 2016: Miss, como Grace; dirigida por Robert Monomo.
- 2019: El hijo (película argentina de 2019), dirigida por Sebastián Schindel.
- 2019: El día que me muera dirigida por Néstor Sánchez Sotelo

### Teatro[1]
- 1976: Navidad Tierra Nuestra, dirigida por María Rivera.
- 1976: María Estuardo.
- 1976: Othello.
- 1976: Señorita Julia.
- 1976: Sueño de una noche de verano.
- 1976: El avaro.
- 1976: Ha llegado el inspector.
- 1977: Andanzas del Inspector Lupón, Teatro para Niños.
- 1978: Cita con Beckett, dirigida por María Rivera; en Teatro Payró.
- 1979: Arlequino Superstar, dirigida por Mario Rivera; en Teatro Eckos.
- 1981: Coronación, dirigida por Julio Ordano; en Teatro Abierto.
- 1982: Trasvesties, dirigida por Julio Piquer; en El Taller de Garibaldi.
- 1986: El suicida, dirigida por Mario Rivera; en el Planeta y Regina.
- 1988: Después de la ceremonia, dirigida por Mario Rivera, en el Teatrón.
- 1991: Tamara, dirigida por Julio Baccaro; en Il Vittoriale.
- 1992: Memoria del infierno, dirigida por Sergio Renán; en el Teatro Municipal General San Martín, en el VII Festival Iberoamericano de Teatro de Cádiz (España) y en el Festival de Otoño de Madrid; con Claudio Da Passano, Daniel Fanego y Osvaldo Santoro.[5]
- 1994: Fiesta de casamiento, dirigida por Carlos Furnaro; en La Capilla Dorada.
- 1996: Gardel.
- 2001: Marlene, como Marlene Dietrich; escrita por Pam Gems y dirigida por Kado Kostzer; con Duilio Marzio.[6]
- 2007: Todos los judíos fuera de Europa, dirigida por Alejandro Ullúa.
- 2009: Las amargas lágrimas de Petra von Kant, escrita por Rainer W. Fassbinder; en el Beckett Teatro.[7]
- 2011: Eli & Max, de María Florencia Bendersky, en el Teatro El Cubo. En este espectáculo Lamm canta en alemán, italiano, francés, inglés y noruego.[8]
- 2013: Nunca lejos de ella, de Alice Munro (traducida por Regina Lamm), dirigida por Sergio Arroyo, en el Teatro El Piccolino.

### Televisión
- 1982: Pelito (serie de televisión), por Canal 13.
- 1985: El sexo opuesto, por Canal 13
- 1985: El buscavidas, por Canal 13
- 1985: Rossé (serie de televisión) por Canal 11.
- 1986: Ein Blick und die Liebe bricht aus
- 1986: La vida que me diste, por Canal 13
- 1986: El infiel (serie de televisión) por Canal 9.
- 1986: El lobo (serie de televisión) por Canal 9, como Irene.
- 1987: Clave de sol (serie de televisión) por Canal 13.
- 1987: Buscavidas, por Canal 13
- 1988: Amándote (serie de televisión), por Canal 11.
- 1988: Estrellita mía, por Canal 11
- 1991: ¡Grande, Pa! (serie de televisión), por Canal 11.
- 1991: Celeste (serie de televisión) por Canal 13, como Lucía Verardi.
- 1993: Alta comedia (serie de televisión) por Canal 9, episodio «Cerrando cuentas», como Sonia.
- 1993: Mi mamá me ama, por Canal 9.
- 1993: Diosas y reinas (serie de televisión) por Canal 2.
- 1994: El amor tiene cara de mujer (serie de televisión) por Canal 13.
- 1994-1995: Perla negra (serie de televisión), como la Srta. Helen Márquez-Montifiori.
- 1994: Alta comedia (serie de televisión) por Canal 9, episodio «La importancia de llamarse Ernesto» (de Oscar Wilde).
- 1995: Dulce Ana (serie de televisión), como Sofía.
- 1996: Los ángeles no lloran (serie de televisión) por Canal 9, como Martha Linares.
- 1996: 90-60-90 modelos (serie de televisión) por Canal 9.
- 1997: Señoras y señores (serie de televisión) por Canal 13.
- 1997: Ricos y famosos (serie de televisión) por Canal 9.
- 1997: Milady, la historia continúa (serie de televisión) por Telefé.
- 1997: Requeterreina, por Canal 2.
- 1998: Gasoleros (serie de televisión) por Canal 13.
- 1998: Muñeca brava (serie de televisión) por Telefé.
- 1999: Chiquititas (serie de televisión) por Telefé.
- 2005: Botines, por Canal 13.
- 2006: Vientos de agua (miniserie).
- 2008: Scusate il disturbo (miniserie),[9] dirigida por Luca Manfredi (Italia, 1958); por el canal RAI.
- 2012: Ruhm, como Frau Becker.

## Premios
- 1993: Premio Florencio Sánchez a la mejor actriz de reparto por Fiesta de casamiento.[1]